# كين مارشال
كين مارشال (بالإنجليزية: Ken Marschall)‏ هو رسام أمريكي، ولد في 28 أكتوبر 1950 في ويتير في الولايات المتحدة.

## وصلات خارجية
- كين مارشال على موقع IMDb (الإنجليزية)
- كين مارشال على موقع قاعدة بيانات الفيلم (الإنجليزية)